# 喪屍
喪屍，也有活屍、行屍、活死人等別稱，是傳說中能活动的尸体。传说中西非巫毒教的祭祀会使用魔法将死人复活，并将其灵魂封印，尸体“丧尸”就会受祭祀操纵为其工作。丧尸样貌如同人类尸体，英语“Zombie”则源自西非的恩赞比（nzambi）。西印度中美洲巫师也能直接把活人灵魂抽出，令其变为活尸，受自己操纵。丧尸大多是吃人肉的怪物形象。丧尸源于非洲的貝南、多哥，以及位於北美洲的海地的巫毒教的信仰中，通過當地的巫師來祭祀下毒藥將遺體完全復活，让其成為永遠任主人差遣从事勞役的奴隸。丧尸也经常出现在西方文娱作品中，是由活人变成的丧失人性的尸体，例如通过病毒感染，或是魔法复活。一些作品中，丧尸一般通过抓伤、咬伤、病菌等不断传染并同化其他人类，甚至动物的能力。由于病毒能改造被寄生物，全面接管人体神经系统使人脑死亡，所以当人丧尸化时人就不再具备人的感情。僵尸和丧尸不同在于，丧尸手臂可以随意伸展，且也可以以人类的方式行走。
在現代流行文化如游戲、小說和電影中，喪屍不一定是被魔法復活的屍體，也有可能是活人被現代病毒感染而成。
喪屍如同同样是传说中的吸血鬼一樣常歸類於不死生物，也有將已死去的怪物歸類於殭屍，肉體雖然還能夠活著卻早已失去理智的怪物歸類於喪屍的說法。台灣流行文化中常把「Zombie」翻譯為殭屍；而在香港和中国大陆，殭屍和喪尸有著明顯區別，一般「Zombie」是翻译成後者。

## 特性
最初的喪屍的特徵
- 不具有意志、但能夠活動的死人
- 動作與行動會遲緩
- 由海地巫毒教的巫師所施法形成的，會聽命於巫師作為奴隸永遠會替主人來工作，當地巫師先是迷昏被害者，讓他們呈現假死的狀態後，然後運用迷幻藥或是催眠等手段來控制他們的行動。
- 一開始源自海地的巫毒教透過復活儀式來復活死者然後進行操縱，可是並非真的讓死者能夠起死回生然後完全復活。

東方世界與西方世界的傳說與傳聞對喪屍、殭屍的描述在細節上有許多不同點，但是它們還是有一些共同特性和特徵，像是：
- 很少會主動攻擊人。
- 除少數例外，通常只剩下獸性的本能。野生動物如果被感染成為喪屍，也可能發病會攻擊人類和其他生物。
- 如果被喪屍所攻擊的人先是會瀕死然後屍變，過沒多久才會變喪屍。

現今部份作品強調殭屍的攻擊性及傳染性以描繪出末日浩劫的題材，有別於早期的喪屍通常是穿著壽衣的傳說，外表多被描述為具有嚴重外傷、腐肉、衣物有破損，臉部會僵直而且全身有帶有血漬等，正常人與之接觸可能會被感染與攻擊。
隨著喪屍出現在現代文學與影視娛樂的作品中屢次登場，形象日益豐富還被賦予了許多新的特性，特別是科幻成分增加，例如：
- 很可能是由病毒或是由化學毒物所發生的核泄漏事故所引起的人體異變造成的。
- 大多數智力低下、行動會遲緩，少數喪屍的身體結構會出現特化，行動異常敏捷、力量巨大或有各種特殊能力，不少保有飢餓感的特性。
- 由於喜歡人肉與鮮血的關係，除了少數例外，經常對人類和其他生物產生攻擊性，但是不會攻擊同類。
- 沒有觸覺跟視覺，但是對物體振动（像是聲音）、光源有反應，而且還會被生物的味道或是氣息所吸引，只有在黑暗中會停止不前。
- 殘存意志都會存在於腦部，所以不論怎麼攻擊都無法停止行動，即使四肢和驅幹就算已經千瘡百孔或是斷裂卻依然能夠繼續行動，只有摧毀頭部才能永久停止牠們的行動。

## 巫毒教中的喪屍
在海地共和国，有种叫波哥（Bokor）的魔法师可以把活人变丧尸，丧尸大多工作以农活为主，海地人除了怕丧尸也怕被变成丧尸。而制作丧尸的方法，据哈佛大学学者韦德戴维斯（Wade Davis）的作品《蛇与彩虹-解开丧尸之迷》记载，先需要一種叫丧尸粉（Zombie Power）的粉末，混在食物让人吃下，或涂在伤口让其进入血液。而这种粉，内含有的成分包括蟾蜍、毒蛇、腰果以及河豚毒素等各种动植物。然后当服用该粉的人变成假死后，波哥会把人埋葬等以后再偷偷挖出来，然后用有甘蔗、地瓜、曼陀罗等材料混合制的饮料来喂其，那人就会变唯命是从的丧尸，本身是海地处置罪犯的一种刑罚。
根據海地巫毒教（又稱之為：「伏都教」）的信仰，「Houngan」或「Mambo」可以復活死者，復活之後的死者沒有自主意識並被舉行復活儀式的人所操縱，經常用此方法來復活的死者就叫作喪屍。但是這並非真的死者能夠完全復活然後起死回生。例如在海地有許多有關喪屍的傳說與傳聞，其實是源於自當地的巫師先是用藥物來迷昏被害人，然後再用迷幻藥及催眠等手段來控制被害者的行動，讓他們藉此成為永遠會為替主人工作的奴隸。
根據描述巫師會先在被害者的食物或經常接觸的物品上下毒藥，讓他們出現「假死」的現象。巫師會在喪禮過後把受害者的「遺體」給挖出來，然後在頭部上插入一枝木條來藉此破壞記憶系統。被害者會為此失去記憶，對他們的新主人唯命是從。通常在農地被用作為工人。
殭屍信仰源於被奴役的非洲人帶給海地的傳統以及他們隨後在新世界的經歷。人們認為巫毒神墓穴之神薩梅迪男爵會從他們從墳墓收集起來，把他們帶到非洲的天堂（“幾內亞”），除非他們以某種方式冒犯了他，否則他們死後將永遠成為奴隸作為喪屍。也可以通過餵食鹽來拯救殭屍。英國教授Amy Wilentz寫道，現代殭屍概念受到海地奴隸制的強烈影響。種植園裡的監工通常也是奴隸，有時也是巫毒教祭師，他們利用對殭屍的恐懼來阻止奴隸自殺。

## 近代虛構作品中的喪屍
喪屍在各式各樣恐怖或科幻或奇幻類的文學、漫畫、動畫、電玩、劇集、電影中屢次登場與出現。喪屍出現在這些作品中具有不斷傳染和同化人類的能力。藉由病毒或化學毒物所外洩的核事故所引起等作為媒介，通常藉由抓傷、咬傷或是以寄生蟲在人類身上甚至在動物之間內傳染，被害者通常先是會瀕死然後屍變之後才會轉化成喪屍。在一些作品中，喪屍轉化的現象是死後才會出現；而在另一些作品中也描述細胞完全死亡的生物是不會變成喪屍。在《惡靈古堡》中，植物也可以受到感染病毒然後成為喪屍。
當代作品對喪屍的設定始見於科幻小說《最後一個人》中的「吸血鬼」。書中的「真吸血鬼」並不像西方傳說中的吸血鬼，書中的「疑似吸血鬼」反而和西方傳說中以典型的「吸血鬼的真祖」十分相似。確認近代喪屍的形象並有深遠影響的是恐怖電影《活死人之夜》，這部電影作品中描述喪屍的行動遲緩、智力也低下、還會成群出現並攻擊活人，如果被咬傷的人也會變成喪屍。後來有許多恐怖作品也沿襲這樣的設定。對於當代的影視作品來說，喪屍的形象來自沒有複雜的歷史背景或是森嚴的社會等級的非洲文化，不需要以吸血鬼的真祖與貴族等複雜的設定，更加接近活死人本來的真面目。
在電子遊戲中出現喪屍、吸血鬼等不死生物一般都是爲了營造出最恐怖的氣氛。尤其是以日本的恐怖題材的電子遊戲經常出現人類與喪屍對抗的劇情，還有歐美地區的動作射擊遊戲有時也會出現類似情節。總是以喪屍、外星生物等虛構生物作為敵方角色可以避免出現武力來傷害人類的暴力場面。電子遊戲中的喪屍通常被設定為由病毒所引起，源頭大多數來自企圖利用喪屍或病毒作為生物武器來征服世界的某家最有名的集團或是某處機構組織，最終造成人類的末日浩劫。

## 出現喪屍的相關媒體作品
喪屍遊戲列表
- 喪屍題材遊戲列表

喪屍劇集列表
- 喪屍題材劇集列表

喪屍電影列表
- 喪屍題材電影列表

## 外部連結
- （英文）藥學解釋喪屍的成因（页面存档备份，存于）
- （英文）終極喪屍書籍列表（页面存档备份，存于）